# William Neville
William Neville, 1.er Conde de Kent KG (c. 1410 - 1463) y jure uxoris 6º Barón Fauconberg, fue un soldado inglés perteneciente a la nobleza.

## Orígenes
Nacido alrededor de 1410, era el segundo hijo de Ralph Neville, 1.er Conde de Westmorland, y su segunda mujer, Joan Beaufort.
Su madre era la hija legítima de Juan de Gante y Catalina de Roet-Swynford. Juan de Gante era el tercer hijo superviviente de Eduardo III de Inglaterra y Felipa de Henao. William era por tanto bisnieto de Eduardo III. No obstante, los términos de la legitimación de la familia Beaufort los excluía específicamente a ellos y sus descendientes de la sucesión al trono.
William fue uno más de los miembros de la familia Neville que realizó un matrimonio provechoso, en su caso con la heredera Fauconberg, lo que le permitió obtener el título de Lord Fauconberg – del mismo modo que su sobrino Ricardo Neville (Warwick “el hacedor de reyes”) se casó con la heredera Warwick y se convirtió en Conde de Warwick. El matrimonio de William tuvo lugar en algún momento antes de 1422. Su mujer Joan era cuatro años mayor que él, y fue descrita como idiota de nacimiento. Los territorios de los Fauconberg estaban en Yorkshire del Norte, un centro de poder para otros miembros de la familia Neville.

## Lealtad a laCasa de Lancaster
Se cree que tuvo una carrera militar corriente durante la primera parte del reinado de Enrique VI. Nombrado caballero en mayo de 1426, sirvió en la frontera escocesa en 1435. En 1436 sirvió a Ricardo, duque de York, en Francia (su primer contacto con el hombre que más tarde recibiría su lealtad). En 1439 ya era jefe militar en Francia, junto a Lord Talbot y Lord Scales. En 1440 fue nombrado caballero de la Orden de la Jarretera.
En 1443 se encontraba de vuelta en Inglaterra, y el 7 de marzo tomó custodia del castillo de Roxburgh. Se le concedieron 1.000 libras al año (alrededor de 1.000.000 de libras a precios de 2005) en tiempos de paz, y el doble en caso de que estallase una guerra contra Escocia, y hasta 1448 el pago se hizo satisfactoriamente. No obstante, en 1449 regresó a Francia como parte de una misión diplomática, y en mayo de ese año fue capturado en Pont l'Arche (Normandía). Mientras se encontraba cautivo en Francia, destinó dos años de su propia renta al mantenimiento del castillo. A pesar de una asignación del Parlamento en 1449, en 1451 se le debían 4.109 libras. Se vio obligado a aceptar una cantidad inferior.
En 1453 se pagó su rescate (por 8.000 escudos franceses) y fue liberado. Todavía tenía la custodia del castillo de Roxburgh, pero estaba empobrecido como consecuencia de su mantenimiento y del período de cautividad en Francia. En ese momento el gobierno le debía 1.000 libras. Aceptó una solución que implicaba un pago de 1.000 marcos de las aduanas de Newcastle (el marco inglés equivalía a dos tercios de la libra esterlina). No solo esta cantidad era muy inferior a la deuda, sino que además no existía garantía de que recibiría el dinero.

«Lo más destacable de su historia es que la Casa de Lancaster pudo disfrutar de su lealtad»
David Wark Griffith

## Cambio de bando
Hasta este momento, William Neville puede ser visto como un miembro leal de los defensores de la Casa de Lancaster. No obstante, en algún momento durante los dos siguientes años su lealtad comenzó a cambiar. Fue miembro del consejo de Ricardo, Duque de York durante el segundo período de locura del rey Enrique VI. Aunque participó junto a la nobleza de Lancaster en la Primera Batalla de San Albano (1455), tras la misma fue designado por el Duque de York para ser condestable del Castillo de Windsor.
Se desconoce por qué cambió de bando. Es posible que el Duque de York (escaso de apoyos entre la nobleza) intentase ganarse la lealtad de Fauconberg. Como miembro del clan Neville, Fauconberg tenía buenas razones familiares para apoyar al Duque de York, que, después de todo, era su cuñado. Warwick (el sobrino de Fauconberg) comienza a labrarse su fama después de 1455, y Fauconberg se asociaría con él durante los siguientes cinco años. Es posible que el trato recibido en el asunto de la custodia del castillo de Roxburgh tuviese algo que ver.
Entre los años 1455 y 1460, Fauconberg consolidó su posición como miembro del bando yorkista, y fortaleció su posición como aliado de Warwick. En 1457 se unió a Warwick (designado Capitán de Calais) como su segundo. Warwick usó Calais como base para lo que en esencia era piratería, actividad a la que Fauconberg no pareció poner objeciones. Estaba en Inglaterra en 1458, y en mayo fue hecho prisionero en Londres durante un breve tiempo, pero Warwick pagó su fianza y retornó a Calais.

## Capitán de la Casa de York
Tras la derrota de los yorkistas en la Batalla del Puente de Ludford, ayudó a Warwick a recuperar el control de Calais. En junio de 1460 aportó el trampolín para la invasión de Inglaterra por parte de los yorkistas al capturar y retener Sandwich (cerca de Kent). Este puerto fue usado como cabeza de puente, y el 26 de junio se le unió Edward of March (hijo mayor de Ricardo de York, y futuro Eduardo IV de Inglaterra), Salisbury (su hermano mayor) y Warwick. A principios de julio ya se encontraban en Londres, y el 3 de julio las fuerzas yorkistas, lideradas por Fauconberg y ascendiendo a 10 000 hombres, se dirigieron al norte, encontrándose con el ejército de Enrique VI en Northampton el día 10. Como era habitual, el ejército yorkista se separó en tres “batallones”, liderados por Fauconberg, Edward of March y Warwick. Fauconberg lideró el ejército principal y formó el flanco derecho durante el ataque. Tanto su valor como su pequeña estatura fueron recogidos en una balada yorkista: “el pequeño Lord Fauconberg, caballero de gran veneración (little Lord Fauconberg, a knight of great reverence)”.
Tras la victoria en Northampton, y con Warwick permaneciendo en Inglaterra, Fauconberg volvió a Calais como teniente, y no asistió, por tanto, a los desastres yorkistas en Wakefield y en la Segunda Batalla de San Albano. A principios de 1461 volvió a Inglaterra, y se unió al recientemente coronado Eduardo IV en Londres. El 11 de marzo lideró la vanguardia del ejército yorkista hacia el norte, y en Northampton estaba en vanguardia durante la Batalla de Towton el día 29. La victoria conseguida consolidó definitivamente la supremacía yorkista.

## Recompensas por la victoria
Como recompensa por la victoria conseguida, Fauconberg fue hecho miembro del Consejo Real, y nombrado Teniente del Norte. El 1 de noviembre fue designado Conde de Kent, así como Steward de la Casa Real. En julio de 1462 fue nombrado Primer Lord del Almirantazgo, y en agosto de ese año se le concedieron 46 señoríos en el oeste del país.
Eduardo IV confió en él para combates tanto en tierra como en el mar. Tras la victoria en Towton, tomó parte en la consolidación gradual del control real en Northumberland, liderando un destacamento de 120 hombres en Newcastle en el verano de 1461, y tomando parte en el sitio de Alnwick en noviembre de 1462. Entre esas fecha regresó a Calais, y atacó la costa bretona en agosto de 1462, incendiando Le Conquet (cerca de Brest) y atacando la Isla de Ré.
Murió el 9 de enero de 1463, y fue enterrado en el priorato de Guisborough, en el corazón de sus tierras de Fauconberg. Lo sobrevivió su mujer, que murió en 1490 a la edad de 84 años (quien, por tanto, vivió durante los reinados de todos los reyes ingleses del siglo XV). De su matrimonio nacieron tres hijas, y un hijo ilegítimo reconocido, Thomas Neville. Conocido como el bastardo de Fauconberg, lideró una revuelta más tarde durante el reinado de Eduardo IV.
| Predecesor: Nuevo cargo (quinta creación) | Duque de Kent 1461 – 1463         | Sucesor: Extinguido                |
| Predecesor: Henry Holland                 | Primer Lord del Almirantazgo 1462 | Sucesor: Ricardo III de Inglaterra |

- Datos: Q2364228